# Genoa (Nebraska)
La ville de Genoa est située dans le comté de Nance, dans l’État du Nebraska, aux États-Unis. Lors du recensement de 2010, elle comptait 1 003 habitants.

## Histoire
Genoa a été fondée en 1857 par les mormons.

## Source
- (en) Cet article est partiellement ou en totalité issu de l’article de Wikipédia en anglais intitulé « Genoa, Nebraska » (voir la liste des auteurs).